# Ermita de San Gregorio (Ateca)
La ermita de San Gregorio es una ermita de culto católico situada en las cercanías del municipio zaragozano de Ateca, España, en el paraje de San Gregorio a poco más de dos kilómetros del centro de la localidad.

## Descripción
Se trata de una pequeña ermita dedicada a San Gregorio, construida a mediados del siglo XVI por el concejo de Ateca. Se trata de un sencillo edificio del siglo XVII, aunque parece que está construido sobre edificaciones anteriores.